# Zigrasimecia sinusoidal
Zigrasimecia sinusoidal (лат.) — ископаемый вид муравьёв рода Zigrasimecia из подсемейства Zigrasimeciinae. Обнаружен в бирманском янтаре мелового периода (штат Качин, около Мьичина, север Мьянмы, юго-восточная Азия), возрастом около 99 млн лет.

## Этимология
Название вида происходит от латинского слова «sinusoidal» из-за формы волокнистых складок на его брюшке.

## Описание
Мелкие ископаемые муравьи (длина тела около 3 мм). Голова плоская. Лобные кили доходят до переднего края глаз. Наличник чрезвычайно узкий посередине. Жвалы тонкие, серповидные. Проплевры выпуклые, овальные. Брюшко покрыто густо морщинистыми микроскульптурами. Сложные глаза состоят из примерно 100 фасеток; оцеллии отсутствуют. Усики 12-члениковые. Голова прямоугольной формы спереди, ширина заметно больше длины. Задний край клипеуса сильно выражен, но клипеус узкий. Усики прикрепляются по обеим сторонам клипеуса.